# ألكسندر تامانيان
ألكسندر تامانيان 4 مارس 1878 - 20 فبراير 1936 كان مهندسًا أرمنيًا كلاسيكيًا روسيًا، معروفًا بعمله في مدينة يريفان. 
في عام 1926، عملت معه آنا تير-أفيتيكيان في أثناء دراستها، والتي أصبحت لاحقا من أشهر المهندسات المعماريات في أرمينيا.